# Церковь Успения Пресвятой Богородицы (Пушкино)
Успенская церковь — православный храм, построенный в селе Бели-Архиерейское (ныне Пушкино) на средства прихожан и на средства поручика И. И. Давыдова в 1781—1789 годах. Изначально храм имел два престола: придельный во имя Архангела Михаила и главный Успения Пресвятой Богородицы. Один из примечательнейших памятников церковной архитектуры Калининского района с интересной историей строительства. В облике этого храма представлены различные направления архитектуры — собственно храм является образцом тверского раннего классицизма; трапезная характерна для этапа эклектики; колокольня построена в русском стиле. По состоянию на 2023 год службы ведутся под колокольней, в остальной части храма ведутся восстановительные работы.

## История строительства
Церковь Успения расположена в центре села Пушкино, на площади, её восточный фасад выходит на дорогу, ведущую в Тверь. Трёхъярусная колокольня в плане была квадратной, два верхних яруса восьмигранные, прорезанные арочными проёмами, углы были обработаны пилястрами. 
В 1721 году в селе, носившем в то время название Бели Архиерейские и принадлежавшем архиерею Твери, вместо старой была возведена новая деревянная церковь Успения. Церковь имела придел, посвящённый Архангелу Михаилу. Она сгорела в 1743 году. Через семь лет, в 1750 году, в село из другого архиерейского села Красное был перевезён храм из дерева.
Строительство каменной церкви с колокольней и трапезной было начато в 1781 году. Средства для него пожертвовали прихожане, среди жертвователей был помещик И. И. Давыдов. Работы вёл местный строитель (вероятно, подрядчик) Никита Ипатов. Работы большей частью были завершены в 1789 году, тогда же был освящен придел Архангела Михаила. Сам Успенский престол освятили спустя 4 года, в 1793 году. Нижний ярус колокольни был квадратным в плане, два верхних яруса образовывали объём, имевший восемь граней, прорезанный арочными проёмами и обработанный по углам пилястрами. 
В 1867—1869 годах были построены новая трапезная и приделы — Архангела Михаила и Богоявления.
В 1890 году внутренние стены трапезной были расписаны ликами святых, там же расположили изображения тезоименитых святых покровителей членов семьи Александра III. Это было сделано в ознаменование спасения семьи Александра во время крушения императорского поезда в 1888 году.
В 1902—1907 годах была построена новая колокольня (архитектор В. И. Назарин). Образцом для неё послужила колокольня Спасской церкви в Бежецке. В ходе строительства второй и третий ярусы колокольни XVIII века были разобраны.
Во время Октябрьской революции 1917 года Успенский храм был закрыт, а село Бели-Архиерейское было переименовано в Пушкино в честь поэта А. С. Пушкина. Название закрепилось за селом до наших дней. Храм использовался как конюшня, мастерская и автозаправка.
Во время Великой Отечественной войны на колокольне храма был поставлен пулемётный расчет.
По состоянию на 2006 год часть южной стены трапезной храма была разобрана, боковые проёмы нижнего яруса колокольни заложены, шатёр, венчавший её, разрушен.
В 1992 году храм вернули верующим и началась медленная работа над восстановлением храма силами прихожан. Службы в храме были возобновлены в 2007 году.

## Описание
Церковь кирпичная, оштукатуренная. Её храм относится к типу «восьмерик на четверике», апсида храма пятигранная. Восточные углы алтарей приделов, примыкающих к вместительной трапезной, скруглены. Притвор небольших размеров. Объём колокольни столпообразный, она состоит из четырёх ярусов-четвериков, каждый из которых менее предыдущего. Первый и второй ярусы колокольни разделяются полуярусом. Фасады храма и апсиды украшены плоскостным декором, по углам здания — пилястры гладкие и рустованные. Два ряда окон четверика разделены карнизом. Наличники окон рамочные с клинчатыми в четыре грани замковыми камнями. Проёмы второго света четверика чередуются накладными щитами, что подчёркивает вертикальное деление фасада. Окна восьмерика арочные, также оформлены рамочными наличниками. Восьмигранный объём перекрыт лотковым сводом, над ним глухой барабан в восемь граней, глава имеет форму луковицы, завершается ажурным крестом.